# تل خندق بزپر
تل خندق بزپر در شهرستان دشتستان، بخش ارم، دهستان ارم، روستای بزپر واقع شده و این اثر در تاریخ ۲۸ اسفند ۱۳۸۵ با شمارهٔ ثبت ۱۸۷۲۹ به‌عنوان یکی از آثار ملی ایران به ثبت رسیده است.